# Italienische Auswanderung

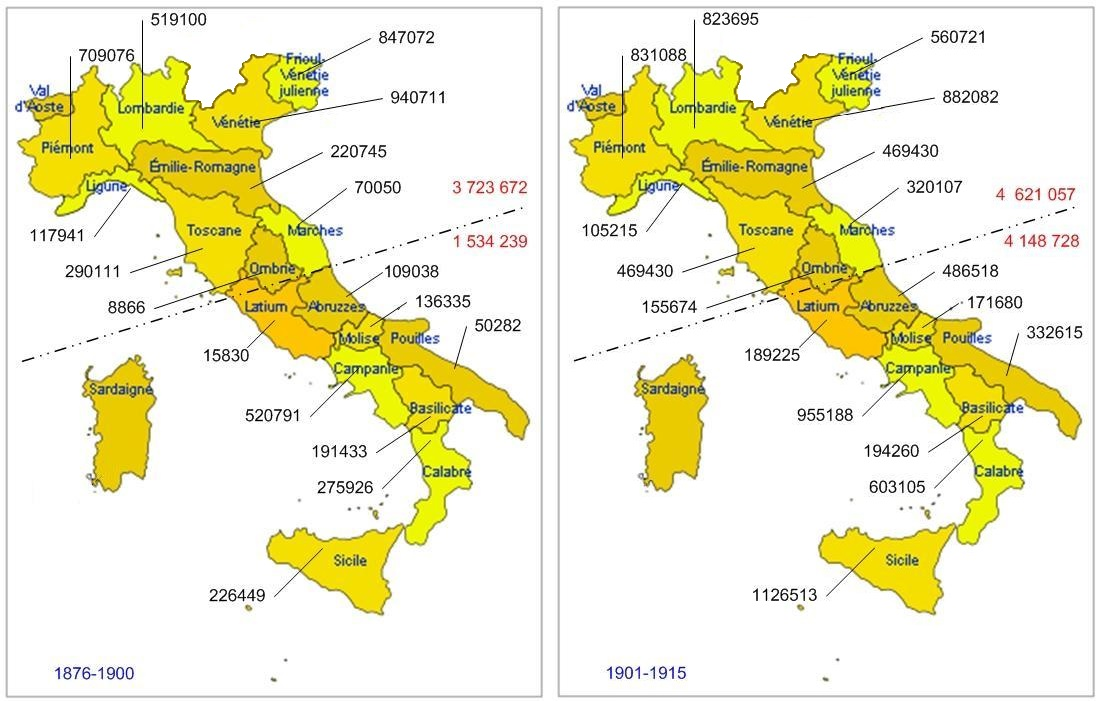
Italienische Auswanderung 1876–1915

Die Auswanderung von Italienern in verschiedene Länder Europas sowie Nord- und Südamerikas gilt als die größte Massenmigration der jüngeren Geschichte.

## Italienische Diaspora
Die Massenauswanderung von etwa 25 Millionen Menschen dauerte etwa von der Gründung des italienischen Staates im Jahr 1861 bis zum Wirtschaftsaufschwung der 1960er Jahre, genannt miracolo economico (Wirtschaftswunder). Vor allem im englischsprachigen Raum wird hierfür auch der Ausdruck „italienische Diaspora“ verwendet.
Der Hauptgrund für die Auswanderung war die verbreitete Armut, vor allem der Landbevölkerung. Bis in die 1950er Jahre blieb Italien in Teilen eine ländliche, agrarische und vormoderne Gesellschaft, vor allem im Nordosten und Süden waren die landwirtschaftlichen Bedingungen nicht geeignet, die Bauern im Land zu halten.
Ein weiterer Grund war die Überbevölkerung vor allem in Süditalien (Mezzogiorno). Nach Abschluss des Risorgimento, der Gründung eines italienischen Nationalstaats 1861, hatten die Süditaliener erstmals Zugang zu fließendem Wasser und ärztlicher Versorgung in Krankenhäusern. Dies reduzierte die Kindersterblichkeit und führte zusammen mit der lange Zeit höchsten Geburtenrate Europas zu einem Bevölkerungsanstieg, der wiederum viele junge Süditaliener Anfang des 20. Jahrhunderts zur Auswanderung zwang.
Zwischen 1876 und 1915 gingen insgesamt etwa 1,4 Millionen Italiener nach Österreich-Ungarn und etwa 1,2 Millionen in das Deutsche Reich. Während des Jahres 1872 wanderten 44.726 von insgesamt 140.680 Personen aller italienischer Emigranten (oder 31,8 %) nach Österreich, das damit vor Frankreich und den Vereinigten Staaten (beide 23,7 %), Preußen (8,8 %) und anderen Staaten (11,9 %), das mit Abstand wichtigste Zielland bildete. Mit rund 86,5 % stammte der Großteil dieser österreichischen Immigranten aus dem Nordosten Italiens (Venetien). Auch nach Frankreich zog es italienische Auswanderer. Bis in das frühe 20. Jahrhundert zogen Italiener aus dem Norden (Piemont, Venetien) und aus der Mitte des Landes (Marken und Umbrien) in den angrenzenden Südosten Frankreichs. Infolge des Zweiten Weltkrieges wanderten viele Menschen aus den südlichen Regionen Italiens in die industriell geprägten Gegenden Frankreichs wie Lothringen oder in die Großräume Lyon und Paris aus. Heute sind 5 Millionen Franzosen italienischer Abstammung.

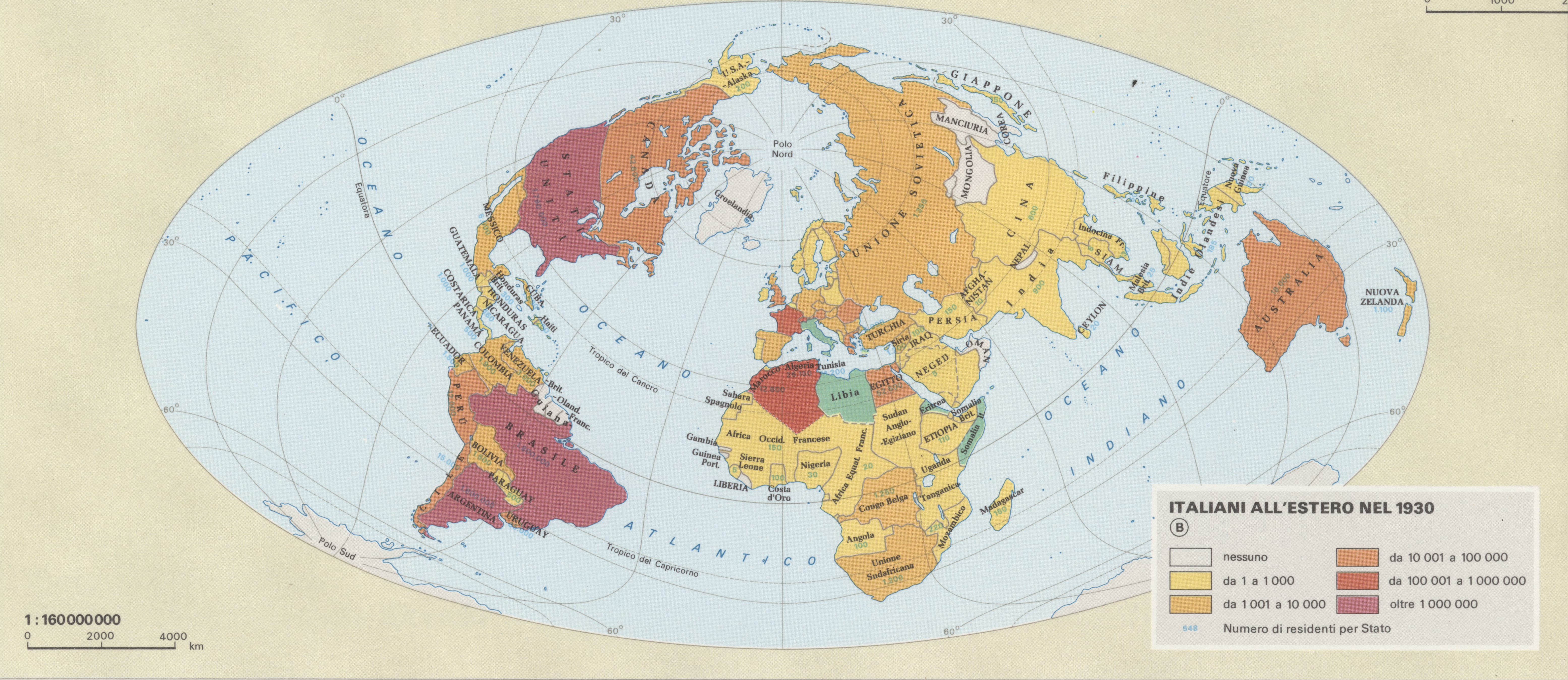
Italienische Auswanderung in den 1930er Jahren

Die Auswanderung war während der Zeit des Faschismus geringer, als die Machthaber gezielt die überschüssige Bevölkerung Italiens in den neu erworbenen Kolonien Libyen, Äthiopien und am Horn von Afrika ansiedelten. Außerdem fand während der gesamten Zeit auch eine Binnenmigration von Süditalienern, etwa aus Kalabrien und Sizilien, in die Großstädte des Nordens, etwa Rom, Genua, Mailand und Turin, statt.
Nach dem Zweiten Weltkrieg setzte wiederum eine Auswanderungswelle ein, da die boomenden Volkswirtschaften West- und Mitteleuropas Arbeitskräfte benötigten. Von den insgesamt 4 Millionen Italienern, die ab 1955 infolge des Anwerbeabkommens zwischen der Bundesrepublik Deutschland und Italien als „Gastarbeiter“ nach Westdeutschland kamen, kehrten 89 Prozent nach Italien zurück. Der wirtschaftliche Aufschwung Italiens und der Strukturwandel weg von der Landwirtschaft beendeten schließlich weitgehend die Auswanderung.